# Grafschaft Saarbrücken
Die Grafschaft Saarbrücken war ein reichsunmittelbares Territorium des Heiligen Römischen Reiches im deutschen Südwesten mit der Residenzstadt Saarbrücken, das seit dem Hochmittelalter bestand. Im Jahr 1381 wurde die Grafschaft mit Gebieten des Hauses Nassau vereinigt. Unter nassauischer Herrschaft wurde Nassau-Saarbrücken mehrfach neu abgeteilt, erstmals 1442. Nach dem Ersten Koalitionskrieg fiel Nassau-Saarbrücken 1798 de facto und 1801 de jure an Frankreich.

## Geographie
Das Gebiet der Grafschaft Saarbrücken umfasste 1381 die Städte Saarbrücken und St. Johann mit ihrem Umland (etwa den heutigen Regionalverband Saarbrücken), Ottweiler mit Zubehör (etwa den heutigen Landkreis Neunkirchen), die Vogteien über das Stift St. Arnual, das Kloster Neumünster, die Abtei Wadgassen, das Kloster Fraulautern, das Kloster Herbitzheim und über die Abtei St. Nabor. Dazu kam die Hälfte der Herrschaft Commercy an der Maas.
Spätere Gebietserwerbe durch das Haus Nassau, etwa 1393 die Herrschaft Kirchheim und Stauf und das Amt Jugenheim als Erben der Grafen von Sponheim-Bolanden, 1449 das Amt Homburg in der Nachfolge der Grafen von Homburg, 1514 die halbe und 1527 die ganze Grafschaft Saarwerden und 1522 die halbe Herrschaft Lahr-Mahlberg als Erben der Grafen von Moers-Saarwerden gehörten nicht zur Grafschaft Saarbrücken, sondern zu Nassau-Saarbrücken.

## Geschichte

### Grafen von Saarbrücken
Im Jahr 1080 erhielt Graf Sigebert I. von König Heinrich IV. durch Schenkung den Königshof Wadgassen und wurde, wie es scheint, mit Besitzungen des Hochstifts Metz an der Saar, am Rhein und im Elsass belehnt. Sein Bruder Winither war Abt von Lorsch und königlicher Gegenbischof für das Bistum Worms. Während die geistlichen Söhne Sigeberts, Adalbert und Bruno, als Erzbischof von Mainz bzw. Bischof von Speyer unter Heinrich V. in höchste Ämter aufstiegen, erlangten die weltlichen Söhne bedeutende Kirchenlehen und Vogteien. Von den weltlichen Söhnen gelangte Sigebert II. – er nennt sich 1125 vom Elsass – ins Elsass, Friedrich dagegen nach Saarbrücken. Friedrich nannte sich 1123 als erster Saargaugraf „Graf von Saarbrücken“. Nach 1168 – in diesem Jahr zerstörte Friedrich Barbarossa Saarbrücken und drei weitere Burgen der Grafen – schieden die Saarbrücker aus der Reichspolitik aus. Zwischen 1182 und 1190 fand eine Erbteilung statt, bei der die vorhandenen Güter geteilt wurden. Aus den Besitzungen in Lothringen, am Rhein und um die Burg Zweibrücken entstand die Grafschaft Zweibrücken. Die Saarbrücker und die Zweibrücker Grafen nutzten zunächst das 1135 gestiftete Kloster Wadgassen als Grablege. Um 1212 spaltete sich die Linie Saarbrücken-Leiningen ab. Graf Simon III. erreichte 1227 bei dem Bischof von Metz die Erblichkeit der Metzer Lehen namens seiner ältesten Tochter, musste dem Bischof aber dafür diejenigen Teile der Grafschaft Saarbrücken auftragen, die bisher keine Metzer Lehen waren, so dass nun die ganze Grafschaft Saarbrücken Lehen des Bischofs von Metz wurde. Im Laufe der Jahrhunderte wurde die Metzer Lehnshoheit nur noch Formsache, spielte aber im 17. Jahrhundert bei der Reunionspolitik Ludwigs XIV. wieder eine Rolle. Mit dem Tod Graf Simons III. um 1234 erlosch die männliche Linie der Grafen in Saarbrücken. Nach seiner Tochter Lorette gelangte seine andere Tochter Mathilde in den Besitz der Grafschaft Saarbrücken, die selbst von ihrem Sohn Simon aus erster Ehe mit Simon von Broyes beerbt wurde.

### Grafen von Saarbrücken-Commercy
Simon IV. erbte von seinem Vater die Herrschaft Commercy an der Maas und 1274 von seiner Mutter Mathilde die Grafschaft Saarbrücken. Unter seinen Nachkommen, den „Grafen von Saarbrücken-Commercy“, bestanden fortan zwei Besitzschwerpunkte: Die französischsprachige Herrschaft Commercy und die deutschsprachige Grafschaft Saarbrücken. Die Grafen begabten 1322 die Doppelstadt Saarbrücken und St. Johann und 1324 auch die Stadt Commercy mit städtischen Freiheiten. Anlässlich einer Erbteilung 1341 verblieb den Grafen nur noch die Hälfte der Herrschaft Commercy, die andere Hälfte fiel an die Herren von Saarbrücken-Commercy, deren Linie bis 1525 bestand. 1354 musste die Grafschaft Saarbrücken mit Ausnahme der Burg Saarbrücken auf drei Jahre an Erzbischof Balduin von Trier verpfändet werden. 1381 starb das Grafenhaus in männlicher Linie aus. Die Erbtochter Johanna, die im gleichen Jahr starb, wurde beerbt von ihrem Sohn Philipp aus der Ehe mit Graf Johann I. von Nassau-Weilburg.

### Grafen und Fürsten von Nassau-Saarbrücken

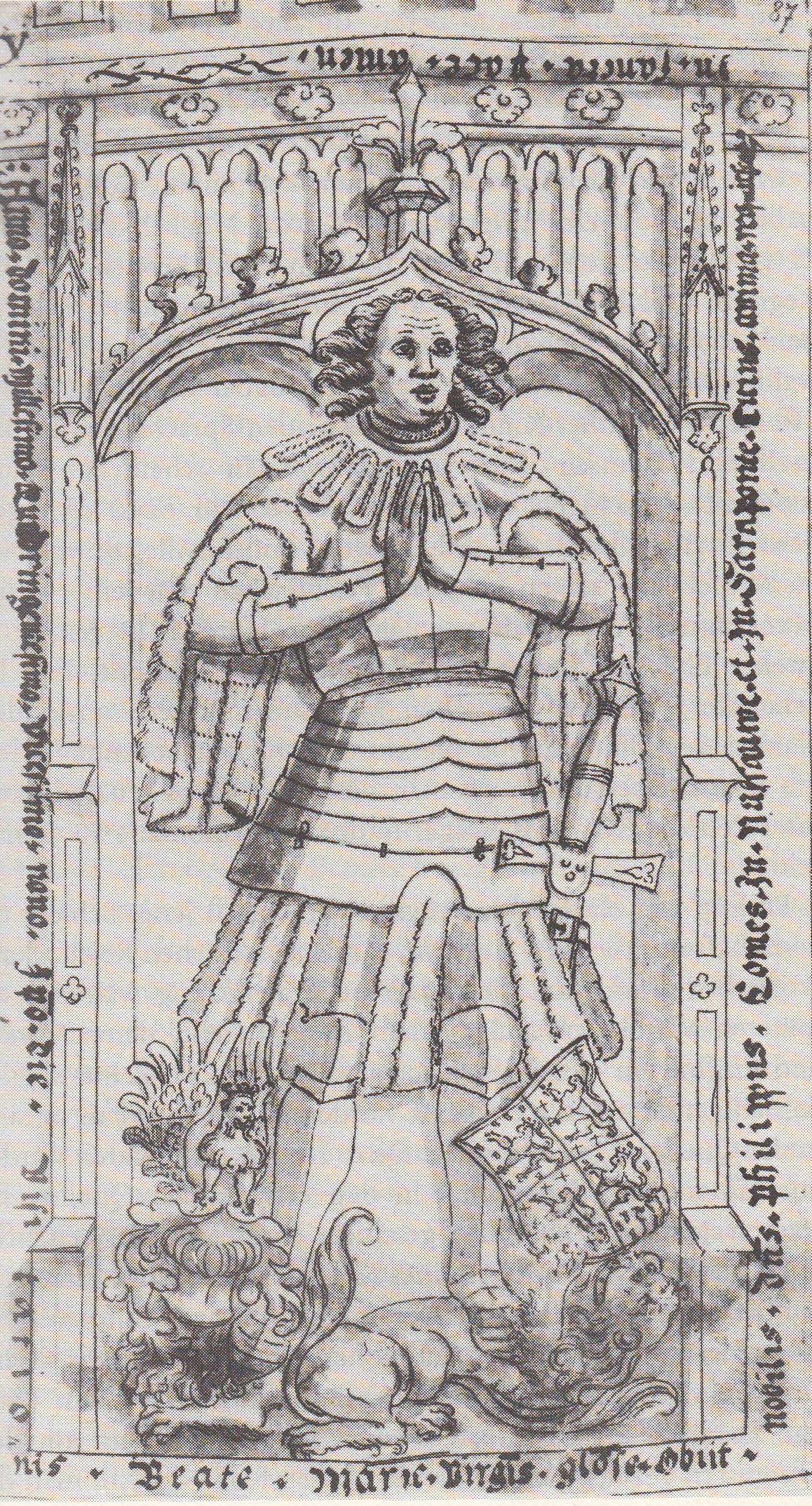
Philipp I., † 1429, Zeichnung der Grabplatte aus dem Epitaphienbuch von Heinrich Dors

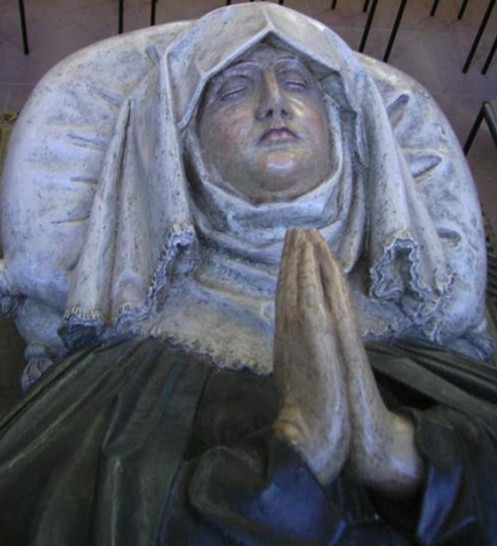
Elisabeth von Lothringen, † 1456, Bildnis auf ihrer Tumba in der Stiftskirche St. Arnual

Graf Philipp I., der nun folgte, erbte 1371 von seinem Vater Güter des Hauses Nassau an Lahn und Main, 1381 über seine Mutter Johanna die Grafschaft Saarbrücken und die verbliebene Hälfte der Herrschaft Commercy. Seine zweite Ehefrau Elisabeth von Lothringen, deren Grabmal in der Stiftskirche St. Arnual erhalten ist, betätigte sich als Übersetzerin höfischer Romane aus der französischen in die frühneuhochdeutsche Sprache. Philipps Politik zielte auf eine engere Verzahnung der rechts- und linksrheinischen Landesteile, zumindest durch Erwerb von Übernachtungsstationen auf eigenem Gebiet. Er erhielt 1393 das Reichslehen Kirchheim mit Stauf und Jugenheim, 1402 1/6 Anteil an der Burg Nanstein bei Landstuhl, und zu einem unbekannten Zeitpunkt 1/3 an der Burg und Grafschaft Homburg, woraus die Nachkommen durch Zuerwerb weiterer Anteile das Amt Homburg bilden konnten, sowie 1417 1/4 an Wöllstein. Die Nachkommen aus dieser Ehe beherrschten die Grafschaft Saarbrücken durch vier Jahrhunderte hindurch.
1442 teilte sich die Linie in eine rechtsrheinische Linie „Nassau-Weilburg“ und eine linksrheinische Linie „Nassau-Saarbrücken“, die zu der Grafschaft Saarbrücken das Amt Kirchheim und die Hälfte der Herrschaft Commercy übernahm, und 1574 wieder von ihren Weilburger Verwandten beerbt wurde. Die verbliebenen Anteile an der Herrschaft Commercy wurden 1444 für 42.000 Gulden verkauft. 1507 heiratete Graf Johann Ludwig I. Katharina von Moers-Saarwerden, die Erbtochter der Grafen von Moers-Saarwerden, wodurch 1514 die Hälfte und 1527 die gesamte Grafschaft Saarwerden und die Herrschaft Lahr/Schwarzwald in den Besitz der Grafen von Nassau-Saarbrücken kamen. 1556 führte Graf Adolf von Nassau-Saarwerden in seiner Grafschaft Saarwerden und seiner Hälfte der Herrschaft Kirchheim und Stauf die Reformation ein.
1574 starb die ältere Linie Nassau-Saarbrücken mit dem letzten katholischen Grafen, Graf Johann IV. (der manchmal auch als Johann III. gezählt wird), aus und wurde von der evangelischen Linie Nassau-Weilburg beerbt. Dort hatte Graf Philipp III. bereits 1526 die Reformation nach lutherischem Bekenntnis eingeführt, die ab 1574 unter seinen Söhnen auch für Saarbrücken und Ottweiler galt. Diese Einführung der Reformation führte dazu, dass das Herzogtum Lothringen die Grafschaft Saarwerden als erledigtes Lehen einzog, wogegen die Grafen vor dem Reichskammergericht klagten. Der Prozess zog sich viele Jahrzehnte hin und endete 1629 mit einem Vergleich, wonach die Orte Bockenheim und Saarwerden ganz und die übrige Grafschaft pfandweise an Lothringen fielen. Gleichzeitig gerieten die evangelischen Gemeinden in der Grafschaft Saarwerden in harte Bedrängnis durch die von Lothringen unterstützte Gegenreformation.
Nach dem Tode Graf Wilhelm Ludwigs im Metzer Exil im Jahr 1640 und dem frühen Tode seines ältesten Sohnes Kraft teilten die jüngeren Söhne Johann Ludwig, Gustav Adolf und Walrad die Besitzungen des Familienzweiges im Jahr 1659 unter sich auf. Johann Ludwig erhielt das Amt Ottweiler, Gustav Adolf Saarbrücken und Walrad, der die Linie Nassau-Usingen begründete, Usingen. Für das Amt Ottweiler unter der Herrschaft der Linie Nassau-Ottweiler kam die Bezeichnung „Grafschaft Ottweiler“ in Gebrauch, da die Herrscher den Grafentitel führten.
Im Dreißigjährigen Krieg wurde das gesamte Gebiet durch Kriegshandlungen stark zerstört und ganze Landstriche entvölkert. Der Bevölkerungsverlust betrug in der Grafschaft mindestens 60–75 %. Da der Herzog von Lothringen vom Westfälischen Frieden ausdrücklich ausgenommen war und 1677 der Holländische Krieg entsetzliche Verwüstungen des Westrichs mit sich brachte, war das Land weiteren schweren Belastungen ausgesetzt.
Von 1680 bis 1697 annektierte Ludwig XIV. von Frankreich im Zuge seiner expansiven Reunionspolitik die Grafschaften Saarbrücken und Saarwerden sowie viele weitere Gebiete der Saar-Mosel-Region. Die bisherige Verwaltung des Hauses Nassau-Saarbrücken blieb zwar bestehen, aber ihr wurde eine französische Administration übergeordnet. Dadurch verloren die bis 1685 regierende Gräfin Eleonore Klara sowie ihr Sohn Ludwig Kraft weite Teile ihrer Hoheitsrechte über die Grafschaft Saarbrücken. 1685 wurde sie der neu gegründeten französischen Saarprovinz zugeordnet. Graf Ludwig Kraft arrangierte sich mit der französischen Vorherrschaft und begann eine sehr erfolgreiche Karriere in der Armee des Sonnenkönigs, in dessen Gunst er stand.
Auch nachdem Frankreich die Grafschaft Saarbrücken und viele andere annektierte Territorien 1697 im Frieden von Rijswijk wieder aufgeben musste, blieb Ludwig Krato ein Verbündeter Ludwigs XIV. und konnte so Saarbrücken vor den Auswirkungen des Spanischen Erbfolgekriegs schützen. Ab dem Ende des 17. Jahrhunderts gelang nach und nach der Wiederaufbau der Grafschaft. Dies war nicht zuletzt einer geschickte Wiederbevölkerungspolitik zunächst des französischen Königs, dann der Grafen von Nassau-Saarbrücken zu verdanken. Wiederholt wurden französische Hugenotten und evangelische Österreicher ins Land geholt, aber auch katholische Immigranten aufgenommen.
Mit dem Tod von Ludwig Kratos Bruder Karl Ludwig 1723 fiel Saarbrücken zunächst an den betagten Grafen Friedrich Ludwig von Nassau-Ottweiler, dann an die gefürstete Linie Nassau-Usingen. Nach einer neuerlichen Teilung der nassauischen Territorien erhielt Fürst Wilhelm Heinrich 1735 die Grafschaften Saarbrücken (diesmal einschließlich Ottweiler) und Saarwerden. Die Residenzen des Landes (vor allem die Städte Saarbrücken und Ottweiler) wurden durch den fürstlichen Baumeister Friedrich Joachim Stengel unter den Fürsten Wilhelm Heinrich und Ludwig glanzvoll ausgebaut. Um den zunehmenden Geldbedarf des Hofes zu decken, wurden nach 1750 die ertragreichen Steinkohlegruben verstaatlicht und die Eisenhütten an ausländische Gesellschaften verpachtet.
Die Grafschaft wurde 1793 von französischen Revolutionstruppen besetzt. Fürst Ludwig floh mit seiner Familie am 13. Mai 1793 aus Saarbrücken in den unbesetzten Teil des in Auflösung befindlichen Heiligen Römischen Reiches. Nassau-Saarbrücken wurde, wie das gesamte Linke Rheinufer, 1798 bzw. 1801 Frankreich einverleibt. Im Ersten Pariser Frieden 1814 fiel Ottweiler an Preußen, während Saarbrücken und Harskirchen bei Frankreich blieben, schließlich kamen durch den Zweiten Pariser Frieden von 1815 Saarbrücken und Ottweiler zur preußischen Provinz Großherzogtum Niederrhein, die später in der Rheinprovinz aufging, während das ehemalige Oberamt Harskirchen bei Frankreich verblieb.

### Wappen

Wappen der Grafen von Saarbrücken-Commercy 1274–1381
Wappen der Grafen von Nassau-Saarbrücken 1381–1442
Wappen der Grafen von Nassau-Saarbrücken 1442–1527
Wappen der Grafen von Nassau-Saarbrücken 1527–1660

Das Wappen der Grafschaft entwickelte sich wie folgt: Simon III. führte 1220 im Siegelbild den gekrönten Löwen ohne Kreuzchen. Das Wappen der Grafen von Saarbrücken zeigte einen rotbewehrten, goldbekrönten, silbernen Löwen. Die Grafen von Saarbrücken-Commercy fügten dem Wappen der Grafschaft die goldenen (später silbernen) Fußspitz-Kleeblattkreuze auf blauem Grund von Commercy hinzu. Die Grafen von Nassau-Saarbrücken ergänzten das Wappen um den goldenen Nassauer Löwen, so dass das nun quadrierte Wappen zweimal den Nassauer und zweimal den Saarbrücker Löwen zeigte.
Das Wappen der Grafen von Nassau-Saarbrücken ab 1442 zeigt beide Löwen gekrönt. Die Kreuze von Commercy sind noch gold; später werden sie silber.
Das Wappen der Grafen von Nassau-Saarbrücken ab 1527 zeigt die Wappen der Grafschaften Nassau, Moers, Saarwerden, Saarbrücken und im Herzschild Lahr-Mahlberg.
Je nach Tradition oder Herrschaftsanspruch kommt es vielfach zu Variationen bezüglich einzelner Wappenelemente, z. B. unter den drei Söhnen Johann Ludwigs.
Der silberne Löwe der Grafen von Saarbrücken belegt mit den Kreuzen von Commercy findet sich z. B. im Wappen von Jugenheim, als Teil des Wappens von Harskirchen, Wöllstein und der Stadt Saarbrücken und als Feld im Landeswappen des Saarlandes. Der Regionalverband Saarbrücken hat seinen Sitz im ehemaligen Residenzschloss in Saarbrücken und führt das quadrierte Wappen der Grafen von Nassau-Saarbrücken.

## Ortschaften
Die Grafschaft Saarbrücken war bis 1789 neben den beiden Saarstädten in 22 Meiereien unterteilt. Die Meiereien wurden 1789 durch Schultheißereien anderen Zuschnitts abgelöst. Zuletzt bestanden zwei Oberämter, Saarbrücken und St. Johann, deren Verwaltungssitze die gleichnamigen Saarstädte waren. Zur Grafschaft Saarbrücken gehörten:
| Ort           | Oberamt     |
| ------------- | ----------- |
| St. Arnual    | Saarbrücken |
| Berschweiler  | St. Johann  |
| Bietschied    | St. Johann  |
| Bischmisheim  | St. Johann  |
| Bliesransbach | St. Johann  |
| Brebach       | Saarbrücken |
| Bübingen      | Saarbrücken |
| Bous          | Saarbrücken |
| Carlsbrunn    | Saarbrücken |
| Clarenthal    | Saarbrücken |
| Cöln          | St. Johann  |
| Curhof        | St. Johann  |
| Derlen        | St. Johann  |
| Diedingen     | Saarbrücken |
| Diesen        | Saarbrücken |
| Dilsburg      | St. Johann  |
| Dudweiler     | St. Johann  |
| Elm           | St. Johann  |
| Emmersweiler  | Saarbrücken |
| Engelfangen   | St. Johann  |
| Eschringen    | St. Johann  |
| Etzenhofen    | St. Johann  |
| Eydenborn     | St. Johann  |
| Eyweiler      | St. Johann  |
| Falscheid     | St. Johann  |

| Ort           | Oberamt     |
| ------------- | ----------- |
| Fechingen     | St. Johann  |
| Fischbach     | St. Johann  |
| Fürstenhausen | St. Johann  |
| Geislautern   | St. Johann  |
| Gersweiler    | Saarbrücken |
| Großrosseln   | Saarbrücken |
| Güchenbach    | St. Johann  |
| Güdingen      | St. Johann  |
| Hellenhausen  | St. Johann  |
| Herchenbach   | St. Johann  |
| Heusweiler    | St. Johann  |
| Hirtel        | St. Johann  |
| Holz          | St. Johann  |
| St. Johann    | St. Johann  |
| Knausholz     | St. Johann  |
| Knorscheid    | St. Johann  |
| Kirschhof     | St. Johann  |
| Krughütte     | Saarbrücken |
| Kutzhof       | St. Johann  |
| Lauterbach    | Saarbrücken |
| Ludweiler     | Saarbrücken |
| Lummerschied  | St. Johann  |
| Malstatt      | St. Johann  |
| Naßweiler     | Saarbrücken |
| Neuweiler     | St. Johann  |

| Ort           | Oberamt     |
| ------------- | ----------- |
| St. Nikolaus  | Saarbrücken |
| Niedersalbach | St. Johann  |
| Numborn       | St. Johann  |
| Obersalbach   | St. Johann  |
| Püttlingen    | St. Johann  |
| Quierschied   | St. Johann  |
| Reisweiler    | St. Johann  |
| Reichenbrunn  | Saarbrücken |
| Rittenhofen   | St. Johann  |
| Rittershof    | St. Johann  |
| Saarbrücken   | Saarbrücken |
| Scheidt       | St. Johann  |
| Schwalbach    | St. Johann  |
| Sellerbach    | St. Johann  |
| Sprengen      | St. Johann  |
| Straßen       | St. Johann  |
| Sulzbach      | St. Johann  |
| Überhofen     | St. Johann  |
| Völklingen    | St. Johann  |
| Wahlschied    | St. Johann  |
| Walpershofen  | St. Johann  |
| Wehrden       | St. Johann  |
| Wilhelmsbrunn | St. Johann  |
| Zettingen     | Saarbrücken |